# Twyfelfontein
Twyfelfontein (Afrikaans: con suối bất định) chính thức được gọi là ǀUi-ǁAis (Damara/Nama: hố nước nhảy)  là một địa điểm khắc đá cổ ở vùng Kunene, tây bắc Namibia. Nó bao gồm một con suối trong một thung lũng với sườn của một ngọn núi sa thạch rất ít mưa và có một biên độ nhiệt ban ngày lớn.
Khu vực này đã có người sinh sống trong 6.000 năm, đầu tiên là của những người săn bắn hái lượm và sau đó là của những người có truyền thống mục súc Khoikhoi. Cả hai nhóm người này đã sử dụng nơi đây như một nơi thờ cúng và một địa điểm để tiến hành các nghi lễ Shaman giáo. Trong quá trình thực hiện những nghi lễ này, có ít nhất 2.500 món đồ chạm khắc trên đá đã được tạo ra, cũng như một vài bức tranh đá. Đây là một trong những nơi có mật độ tranh khắc đá lớn nhất ở châu Phi, chính vì vậy mà UNESCO đã công nhận Twyfelfontein là Di sản thế giới vào năm 2007, và nó trở thành địa điểm đầu tiên của Namibia có được danh hiệu này.

## Lịch sử
Thung lũng Twyfelfontein là nơi sinh sống của những người săn bắn hái lượm thời kỳ đồ đá thuộc nhóm văn hóa thời đồ đá Wilton từ khoảng 6.000 năm trước. Họ làm ra hầu hết các bản khắc và có lẽ là tất cả các bức tranh đá. Cách đây từ 2.000 đến 2.500 năm, người Khoikhoi là một nhóm dân tộc có liên quan đến người San đã chiếm đóng thung lũng, nơi mà sau đó được biết đến với cái tên Damara/Nama là ǀUi-ǁAis (hố nước nhảy). Người Khoikhoi cũng đã để lại dấu ấn riêng của mình qua tác phẩm nghệ thuật trên đá dễ dàng phân biệt được so với các bản khắc cũ trước đó.
Khu vực này không bị chiếm đóng bởi những người châu Âu cho đến sau Chiến tranh thế giới lần thứ hai, khi một đợt hạn hán nghiêm trọng khiến những người nông dân Boer da trắng nói tiếng Afrikaans chuyển đến. Trang trại sau đó được chính phủ phân biệt chủng tộc Apartheid thu được như là một phần của Kế hoạch Odendaal và trở thành một phần của Damaraland Bantustan. Những người định cư da trắng sau đó đã rời đi vào năm 1965.
Nhiếp ảnh gia hàng đầu Reinhard Maack là người phát hiện ra bức tranh trên đá White Lady tại Brandberg đã báo cáo sự hiện diện của các bản khắc trên đá trong khu vực vào năm 1921. Một cuộc điều tra kỹ lưỡng hơn chỉ được tiến hành sau khi David Levin nghiên cứu tính khả thi của việc canh tác vào năm 1947. Ông đã phát hiện lại mùa con suối nhưng phải rất vất vả để lấy đủ nước phục vụ sinh hoạt và đàn gia súc của mình.